# سان أدريان دي بيزوس
بلدية سانت أدريا دي بيزوس (بالكاتالانية: Sant Adrià de Besòs) هي إحدى بلديات مقاطعة برشلونة، والتي تقع في منطقة كاتالونيا، شرق إسبانيا.
يبلغ عدد سكانها 32.734 نسمة وفقاً لإحصائية سنة (2007).

## المناخ
يظهر الجدول التالي التغييرات المناخية على مدار السنة لسان أدريان دي بيزوس:
| البيانات المناخية لـسان أدريان دي بيزوس               | البيانات المناخية لـسان أدريان دي بيزوس | البيانات المناخية لـسان أدريان دي بيزوس | البيانات المناخية لـسان أدريان دي بيزوس | البيانات المناخية لـسان أدريان دي بيزوس | البيانات المناخية لـسان أدريان دي بيزوس | البيانات المناخية لـسان أدريان دي بيزوس | البيانات المناخية لـسان أدريان دي بيزوس | البيانات المناخية لـسان أدريان دي بيزوس | البيانات المناخية لـسان أدريان دي بيزوس | البيانات المناخية لـسان أدريان دي بيزوس | البيانات المناخية لـسان أدريان دي بيزوس | البيانات المناخية لـسان أدريان دي بيزوس | البيانات المناخية لـسان أدريان دي بيزوس |
| الشهر                                                 | يناير                                   | فبراير                                  | مارس                                    | أبريل                                   | مايو                                    | يونيو                                   | يوليو                                   | أغسطس                                   | سبتمبر                                  | أكتوبر                                  | نوفمبر                                  | ديسمبر                                  | المعدل السنوي                           |
| ----------------------------------------------------- | --------------------------------------- | --------------------------------------- | --------------------------------------- | --------------------------------------- | --------------------------------------- | --------------------------------------- | --------------------------------------- | --------------------------------------- | --------------------------------------- | --------------------------------------- | --------------------------------------- | --------------------------------------- | --------------------------------------- |
| متوسط درجة الحرارة الكبرى °م (°ف)                     | 13.5 (56.3)                             | 14.4 (57.9)                             | 16.7 (62.1)                             | 19.4 (66.9)                             | 22.2 (72.0)                             | 25.2 (77.4)                             | 29.0 (84.2)                             | 28.9 (84.0)                             | 26.9 (80.4)                             | 23.0 (73.4)                             | 17.0 (62.6)                             | 13.8 (56.8)                             | 20.8 (69.4)                             |
| المتوسط اليومي °م (°ف)                                | 8.6 (47.5)                              | 9.2 (48.6)                              | 11.6 (52.9)                             | 14.2 (57.6)                             | 17.1 (62.8)                             | 20.4 (68.7)                             | 23.9 (75.0)                             | 23.9 (75.0)                             | 21.9 (71.4)                             | 17.8 (64.0)                             | 12.3 (54.1)                             | 9.4 (48.9)                              | 15.9 (60.6)                             |
| متوسط درجة الحرارة الصغرى °م (°ف)                     | 3.7 (38.7)                              | 4.0 (39.2)                              | 6.6 (43.9)                              | 8.9 (48.0)                              | 12.0 (53.6)                             | 15.6 (60.1)                             | 18.8 (65.8)                             | 18.9 (66.0)                             | 16.9 (62.4)                             | 12.5 (54.5)                             | 7.6 (45.7)                              | 5.0 (41.0)                              | 10.9 (51.6)                             |
| المصدر: Sistema de Clasificación Bioclimática Mundial |                                         |                                         |                                         |                                         |                                         |                                         |                                         |                                         |                                         |                                         |                                         |                                         |                                         |

## أعلام
- سالفادور غارسيا